# Johan Jacob Platin
Johan Jacob Platin, född 22 december 1776, död 8 februari 1818, var en svensk hovnotarie.
Platin var amatörmusiker och verksam som organist och vikarierande musikanförare i Par Bricole. Han invaldes som ledamot nummer 188 i Kungliga Musikaliska Akademien den 15 februari 1800.